# Tetraplaria ventricosa
Tetraplaria ventricosa är en mossdjursart som först beskrevs av William Aitcheson Haswell 1881.  Tetraplaria ventricosa ingår i släktet Tetraplaria och familjen Tetraplariidae. Inga underarter finns listade i Catalogue of Life.